# Mlinsko
Mlinsko je naselje v Občini Kobarid.